# Майське Поляне
Майське Поляне (хорв. Majske Poljane) — населений пункт у Хорватії, у Сисацько-Мославинській жупанії у складі міста Глина.

## Населення
Населення за даними перепису 2011 року становило 196 осіб.
Динаміка чисельності населення поселення:

## Клімат
Середня річна температура становить 10,70 °C, середня максимальна – 25,47 °C, а середня мінімальна – -6,64 °C. Середня річна кількість опадів – 999 мм.
| Клімат поселення                              | Клімат поселення | Клімат поселення | Клімат поселення | Клімат поселення | Клімат поселення | Клімат поселення | Клімат поселення | Клімат поселення | Клімат поселення | Клімат поселення | Клімат поселення | Клімат поселення | Клімат поселення |
| Показник                                      | Січ.             | Лют.             | Бер.             | Квіт.            | Трав.            | Черв.            | Лип.             | Серп.            | Вер.             | Жовт.            | Лист.            | Груд.            |                  |
| Середній максимум, °C                         | 6,66             | 8,93             | 13,49            | 17,69            | 22,28            | 25,47            | 24,86            | 24,09            | 20,52            | 15,51            | 9,58             | 5,48             |                  |
| Середня температура, °C                       | 0,01             | 2,28             | 6,84             | 11,06            | 15,64            | 18,82            | 20,49            | 19,72            | 16,14            | 11,11            | 5,20             | 1,10             |                  |
| Середній мінімум, °C                          | −6,64            | −4,37            | 0,20             | 4,41             | 8,99             | 12,16            | 16,10            | 15,34            | 11,76            | 6,74             | 0,84             | −3,26            |                  |
| Норма опадів, мм                              | 62               | 60               | 69               | 82               | 86               | 95               | 88               | 90               | 92               | 96               | 101              | 78               |                  |
| Середньомісячна швидкість вітру, м/с          | 1.69             | 1.80             | 2.20             | 2.10             | 1.92             | 1.80             | 1.72             | 1.60             | 1.60             | 1.63             | 1.70             | 1.71             |                  |
| Середньомісячна сонячна радіація, кДж/м²·день | 4262             | 7023             | 10661            | 15126            | 19362            | 21414            | 22543            | 19574            | 14433            | 8948             | 4743             | 3480             |                  |
| --------------------------------------------- | ---------------- | ---------------- | ---------------- | ---------------- | ---------------- | ---------------- | ---------------- | ---------------- | ---------------- | ---------------- | ---------------- | ---------------- | ---------------- |
| Джерело:                                      |                  |                  |                  |                  |                  |                  |                  |                  |                  |                  |                  |                  |                  |

## Відомі особистості
У поселенні народився:
- Джуро Курепа (1907—1993) — югославський математик.